# Badecon-le-Pin
Badecon-le-Pin is een gemeente in het Franse departement Indre (regio Centre-Val de Loire) en telt 696 inwoners (1999). De plaats maakt deel uit van het arrondissement La Châtre.

## Geografie
De oppervlakte van Badecon-le-Pin bedraagt 9,9 km², de bevolkingsdichtheid is 70,3 inwoners per km².
De onderstaande kaart toont de ligging van Badecon-le-Pin met de belangrijkste infrastructuur en aangrenzende gemeenten.

## Demografie
Onderstaande figuur toont het verloop van het inwonertal (bron: INSEE-tellingen).